# Cantaloupe Island
Cantaloupe Island é um standard de jazz do compositor Herbie Hancock. Foi primeiramente gravada no seu álbum Empyrean Isles em 1964. Foi um dos primeiros exemplos de composição jazz modal definida como uma batida funky.
Já foram gravadas inúmeras vezes por grandes nomes da música jazz, como Pat Metheny, Jean-Luc Ponty, Tanghetto, Jack DeJohnette, Dave Holland e Milton Nascimento.
A canção foi sampleada pela banda Us3 na canção Cantaloop (Flip Fantasia).